# هيروشي إيتو
هيروشي إيتو (糸博 إيتو هيروشي) هو ممثل ياباني ولد في 13 مارس 1933 في محافظة فوكوكا.

## أدواره في الأنمي

### مسلسلات أنمي تلفزيونية
- ناروتو شيبودن - دانزو شيمورا
- روك لي وأصدقائه النينجا - دانزو شيمورا
- باراكامون - كوساكو كوتويشي
- شيكاباني هيمي: أكا - سوناو سكيوكا
- هيوغيمونو - كوكيه سوتشين
- ماوارو بنغويندرام - ساهيه ناتسومي
- دي جرايمان - جيورج
- قرصان الصحراء كابتن كوبا - بوريتو
- NOIR - لايمان
- بوكيمون إكس/واي - وودوارد
- السائق (1988) - سويشيرو أكاجي

### أنمي الإنترنت
- نينجا سلاير فروم أنيميشن - غيت كيبر

### أوفا أنمي
- فولي كولي - شيغيكوني ناندابا

## أدواره في ألعاب الفيديو
- ناروتو شيبودن: كيزونا درايف - دانزو شيمورا
- ناروتو شيبودن: ألتيميت نينجا ستورم ريفولوشن - دانزو شيمورا
- ناروتو شيبودن: ألتيميت نينجا ستورم 4 - دانزو شيمورا

## أدواره في الدبلجة اليابانية
- هوية بورن - وارد أبوت
- ذا سيمبسونز - كينت بروكمان، كيرك فان هوتن

## وصلات خارجية
- هيروشي إيتو على موقع IMDb (الإنجليزية)
- هيروشي إيتو على موقع ميوزك برينز (الإنجليزية)
- هيروشي إيتو على موقع ANN person (الإنجليزية)